# Elione (chimica)
Elione è il termine usato per indicare il nucleo nudo dell'elio, uno ione doppiamente carico (elio ione). In pratica il termine "elione" si riferisce solamente all'isotopo elio-3 (consistente di due protoni e un neutrone), mentre per l'isotopo elio-4 (unico altro isotopo stabile dell'elio) si preferisce far ricorso alla locuzione "particella alfa".
L'elione (elio-3) è emesso dal decadimento radioattivo del trizio, un isotopo dell'idrogeno, secondo la seguente reazione di decadimento:
| 31T {\displaystyle \rightarrow } 32He + {\displaystyle e^{-}+{\nu }_{e}} |
Secondo il CODATA, la massa dell'elione è pari a 5,006 412 700(62) × 10−27 kg.